# Kurów
Kurów és un poble al sud-est de Polònia ubicat entre Puławy i Lublin, el 1998 comptava amb una àrea urbana d'aproximadament 2.800 habitants. És la capital d'una gmina separada dintre del voivodat de Lublin. Per Kurów hi passa el riu Kurówka. Existeix com a població des de segle xii. Per arribar al poble es pot seguir la carretera europea E372, o les carreteres regionals número S12 i número S17.